# Einar Schadewitz

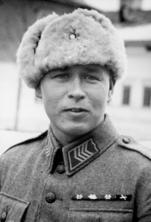
Einar Schadewitz.

Einar Schadewitz, född 1 oktober 1917 i Jockas, död 10 februari 1981 i Fredrikshamn, var en finländsk militär.
Schadewitz deltog som sergeant i vinterkriget i jägarbataljon JP 3 på Karelska näset och blev därvid känd för att stående på en rysk stridsvagn och knackande på luckan med en handgranat ha fällt repliken: "avvoo Iivana, kuolema kolokuttaa" (öppna Ivan, döden knackar på). I fortsättningskriget var han grupp- och jägarplutonchef i infanteriregementet JR 7, bland annat i striderna vid Siiranmäki på Näset i juni 1944, där han sårades. Efter kriget var han bland annat kompanifältväbel i Kymmene jägarbataljon, blev militärmästare 1966 och verksam som lagerföreståndare i Fredrikshamns hamn. Han blev Mannerheimriddare nr 110 den 10 februari 1943. 